# Carl Axel Egerström

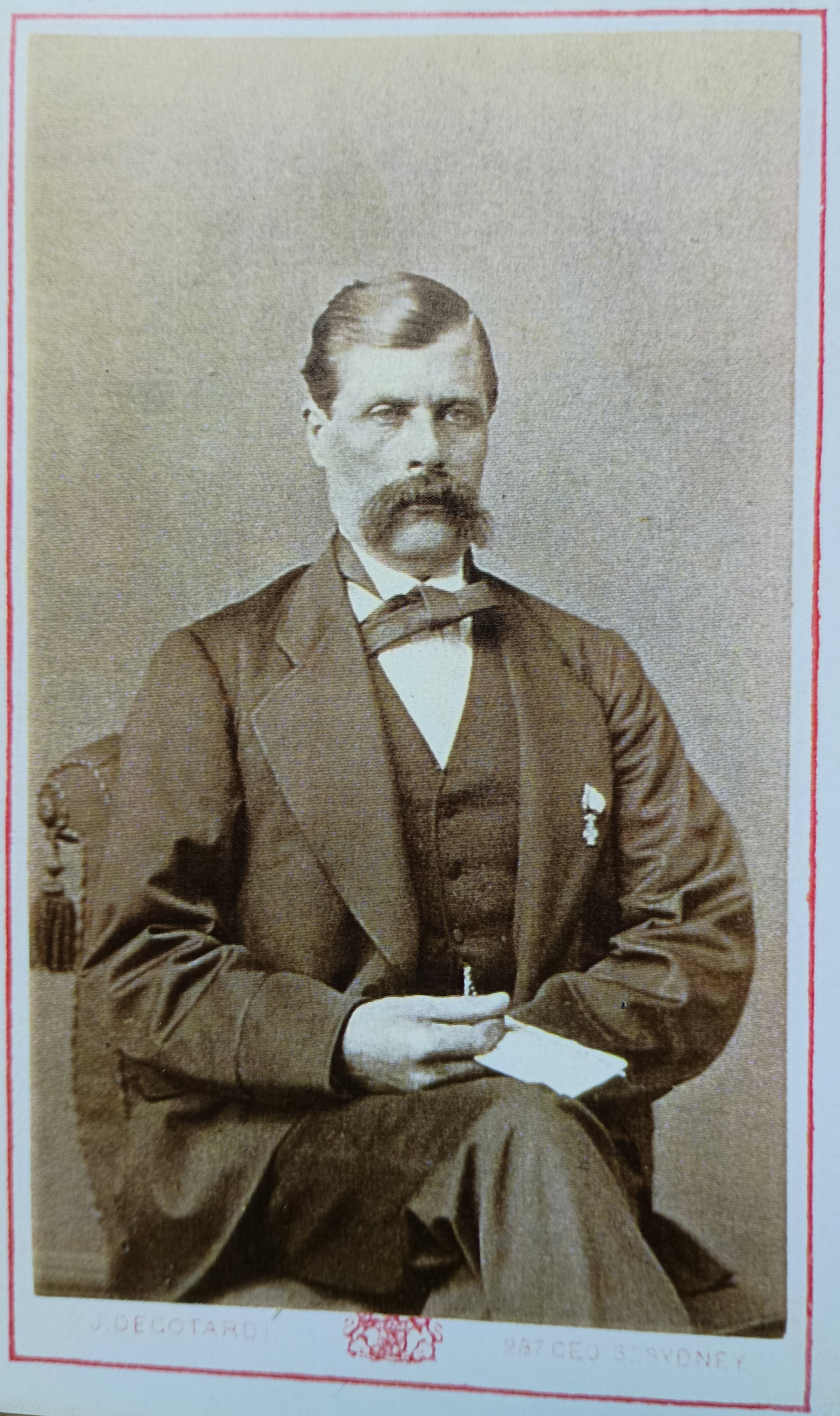
Carl Axel Egerström

Carl Axel Egerström, född 9 mars 1829 i Gryts socken, Östergötland, död 4 november 1900 i Glen Mowbray, Queensland, Australien, var en svensk militär och guldgrävare.
Carl Axel Egerström var son till godsägaren Carl Axel Ulrik Wilhelm Egerström. Han gick i skola i Söderköping då Slesvig-holsteinska kriget utbröt och valde då under inflytande från studentskandinavismen att resa ned som frivillig att strida på dansk sida. Han inträdde 30 juni som menig men tjänstgjorde från 19 augusti 1848 som underofficer vid 11:e danska linjebataljonen. Han deltog i slagen vid Sundeved, Kolding och Gudø och utmärkte sig särskilt i slaget vid Fredricia. Då de frivilliga hemförlovades i augusti 1849 befordrades Egerström till sekundlöjtnant och blev riddare av Dannebrogsorden. Vid hemkomsten till Sverige försökte Egerström göra karriär inom det militära och tjänstgjorde som underofficer vid Andra livgrenadjärregementet. Han ansåg sig dock illa bemött inom den svenska militären och tog avsked redan 1852 och begav sig i stället utomlands. Först sökte han anställning som militär i Storbritannien men misslyckades och valde då att resa till Indien. Han försökte få delta i kriget mot Burma, men inte heller det lyckades och han begav sig då till USA. 
Tillsammans med några svenskar arbetade han som guldgrävare i Kalifornien men fick lite i utbyte och insjuknade. Efter att en tid arbetat som lantbrukare försökte han på nytt försörja sig som guldgrävare men lämnade 1855 USA för att resa till Hawaii, där han lärde känna Abraham Fornander. Efter en tid återvände han dock till Kalifornien som guldgrävare, men gick kort därefter till sjöss för resa till Australien, där han på nytt försökte försörja sig som guldgrävare. Även här blev utbytet ringa och i stället blev han efter en tid som boskapsuppfödare och fåraherde kontorsbiträde hos en affärsman i Dubbo, och blev delägare i dennes firma och tjänade ganska gott med pengar. Vid underrättelser om faderns död återvände Egerström 1858 till Sverige, där han slog sig ned i Söderköping och förgäves försökte få en anställning. Under denna tid skrev han även en självbiografisk skildring av sitt liv. 1859 lämnade han dock på nytt Sverige och slog sig ned på Fijiöarna. På ön Nagara anlade han en bomulls- och kaffeplantage, men efter ett uppror bland lokalbefolkningen tvingades han fly från ön och slog sig ned i huvudstaden Suva, där han blev kapten över försvarskåren och ledamot av Fidjis första parlament. Sedan hans hustru drunknat 1873 lämnade Egerström på nytt Fiji och reste till Australien och Nya Guinea där han engagerade sig i olika affärsföretag. En tid förestod han en kolgruva vid Coal Cliff söder om Sydney men slog sig 1877 ned i Glen Mowbray där han köpte en guldgruva vid Hodgkinsons Goldfield och erhöll flera kommunala uppdrag. Han bodde kvar på platsen fram till sin död år 1900.